# Antoine Tshitungu Kongolo
Antoine Tshitungu Kongolo est un écrivain, poète, nouvelliste et essayiste congolais (RDC), titulaire de plusieurs prix littéraires internationaux, témoigne par ses nombreux chantiers d'écriture de la volonté de renouvellement de l'engagement de l'écrivain au service des communautés souffrantes. De même œuvre-t-il à une relecture de l'histoire et singulièrement celle de l'Afrique centrale à l'aune d'une exigence de rigueur susceptibles de contrer les stéréotypes d'antan aussi bien que les mirages d'authenticités biaisés. Sa poésie s'inscrit tout simplement au cœur de la modernité et de l'universalité. 

## Biographie
Né à Lubumbashi, en RDC, le 5 novembre 1957. études primaires, secondaires et universitaires dans sa ville natale. Préside "La Cellule littéraire", association d'écrivains, de 1989 à 1991. Rédacteur en chef du magazine Croisettes et consultant près du Centre culturel français. S'exile en Belgique où il vit et travaille depuis 1991. Chercheur associé près La Cellule fin de siècle du ministère de la Communauté française de Belgique, chercheur associé près les Archives et Musée de la Littérature à Bruxelles. Bibliothécaire et chargé d'animations auprès du service de l'enseignement communal à Saint-Josse-Ten-Noode à Bruxelles. En 2014, il publie Chants perdus de Tina Noiret.

## Récompenses
- Prix "Nemis" du Chili-Afrique Noire Francophone en 1985 pour la nouvelle L' Albinos.
- Prix "Nemis" du Zaïre en 1986 pour la nouvelle  Interdit aux pauvres.
- Prix "Afrique-Édition" en 1989 pour le roman Fleurs dans la boue.

## Œuvres

### Romans
- Interdit aux pauvres, 1988, Echo des écrivains zaïrois, Lubumbashi, roman.
- Fleurs dans la boue, Kinshasa, Médiaspaul, 1995.
- Safari en Wallonie, in « Impressions d’Afrique », Marginales, No 238, été 2000.

### Récits et Nouvelles
- Le sacrifice, nouvelle, dans Le Recueil, Bruxelles, Les Epéronniers, 1994.
- Les refoulés du Katanga, éditions Impala, Lubumbashi, 1995.
- À suivre, dans M. QUAGHEBEUR – S. ROCHE, Afriques, Écriture 59 (Lausanne), printemps 2002, p. 137-141.
- Kimpalanda ou Le lac sulfurique, 2007, Mabiki, Bruxelles, nouvelles.

### Essais
- Quelles alternances en République Démocratique du Congo ?, Enjeux et repères, s.l., s.n., 1998.
- (en) Belgian Memories ouvrage collectif, 2002, Yale French Studies, no 102, New Haven(edited by Catherine Labio).
- Papier blanc encre noire, Tome 1 et 2, en collaboration, sous la direction de Marc Quaghebeur, Bruxelles, Labor 1992.

### Poèmes
- Cris intérieurs, Kinshasa, Union des écrivains zaïrois, 1986, 74p.
- Germination : anthologie de jeunes poètes du Shaba, Lubumbashi, Union des écrivains zaïrois, 1990, 48 p.
- Mon pays absent, Bruxelles, Émile Van Balberghe, 1991.
- Tanganyika blues, Paris, L’Harmattan, 1997 (coll. « Poètes des Cinq Continents », 177)[1],[2].
- (italien) L’orto: rivista di lettere e arte, No4, 2002, p. 7-9, Bologna, 2002.

### Contes
- Le gorille et le léopard : contes de l’Afrique centrale, Nivelles, Centre de propagande et d’aide au développement ,28 p., s.d.
- L’oiseau de bonheur, Bruxelles, Œuvre scolaire agricole et médicale, s.d, 28 p.

### Études et Autres œuvres
- Une lecture de Poèmes et chansons de Nele Marian, dans M. QUAGHEBEUR et al., Papier blanc, encre noire. Cent ans de culture francophone en Afrique centrale (Zaïre, Rwanda et Burundi), Bruxelles, Labor, 1992, vol. I, p. 171-178.
- Au pays du fleuve et des grands lacs : tome 1 : chocs et rencontres de cultures de 1885 à nos jours, 2001, Archives et Musée de la littérature, Bruxelles, essai,anthologie.
- Paul Panda Farnana (1888-1930) panafricaniste, nationaliste, intellectuel engagé. Une contribution à l’étude de sa pensée et de son action, L’Africain, 41e année – no 211, Charleroi (Belgique), CACEAC, 2003, p. 14-21.
- Paul Panda Farnana (III) l’action de la Belgique au Congo, un bilan mitigé, L’Africain, 42e année – no 214, Charleroi (Belgique),

CACEAC, 2004, p. 2-8.
- La présence belge dans les lettres Congolaises, Préface de Julien Kilanga Musinde, L'Harmattan,2009, 450 p[3].

### Anthologies
- Dits de la nuit, Bruxelles, Labor, 1994.
- Panorama de la poésie congolaise de langue française (Congo-Kinshasa). Poète ton silence est crime, Paris, L’Harmattan, 2002.

### Préface
- Dans « Barabara » de Pierre Ryckmans, Lubumbashi, Impala, 1996, 126 p.

### Études et Travaux universitaires
- Les binarismes dans Ethiopiques de L.S.Senghor, Travail de Fin de cycle, Université de Lubumbashi, Faculté des Lettres, juin 1980, 60p.
- Les figures du discours dans La Vie et demie de Sony Labou Tansi. Poétique et esthétique, Mémoire de Licence, Université de Lubumbashi, Faculté des Lettres, octobre 2003, 69 p.
- Les paradigmes de l’autre. La présence belge dans les lettres congolaises.Modèles culturels et littéraires (1910-1956), Thèse de doctorat en littérature générale et comparée défendue à l’Université Lille III, le 6 mars 2006 avec Mention TRES HONORABLE ET FELICITATIONS DU JURY, 660 p. + annexes 36 p.